# Admiralty-M-Klasse
Die Admiralty-M-Klasse war die letzte Zerstörerklasse, die von der Royal Navy vor dem Ersten Weltkrieg bestellt wurde. Abweichend von den üblichen Bestellungen von 20 Booten wurden allerdings nur dreizehn Boote und davon sieben Specials bestellt. Durch Verzicht auf einige geplante Zerstörer hatte die Admiralität Mittel, die beiden ersten neu konstruierten Flottillenführer der Marksman-Klasse für die L- und die M-Klasse zu bestellen.
Die Kriegsbauprogramme führten zu weiteren Aufträgen für diesen Zerstörertyp. Bis 1916 wurden 85 Zerstörer der Admiralty-M-Klasse auf zwölf Werften gebaut. Dazu kamen noch weitere 18/25 Boote der M-Klasse die nach leicht abweichenden Entwürfen von Thornycroft (sechs Boote), Yarrow (zehn Zweischornstein-Boote und sieben der „later M“ oder Yarrow R-class) sowie Hawthorn & Leslie (zwei Vierschornstein-Boote) gebaut wurden.
Der Admiralitätsentwurf basierte auf der vorangehenden L-Klasse. Alle Boote des Admiralitäts-Entwurfs hatten drei dünne und runde Schornsteine.
Ab 1916 begann die Royal Navy die R-Klasse als Folgemodell zu beschaffen.

## Die Boote der letzten Vorkriegsbestellung
Im Haushalt 1913/1914 wurden die ersten sechs Boote des neuen Admiralitätsentwurf bestellt. Auftragsnehmer waren Palmers Shipbuilding & Iron Company in Hebburn on Tyne für HMS Murray und Myngs, Swan Hunter & Wigham Richardson in Wallsend für die Matchless sowie John Brown & Company, Clydebank für Milne, Morris und Moorsom, die bis Februar 1915 ausgeliefert wurden.
Darüber hinaus wurden sieben weitere Boote angekauft, die nach leicht abweichenden Entwürfen bei drei Werften zum Teil bereits in Bau waren (drei Boote der sogenannten Yarrow-M-Klasse mit zwei Schornsteinen und zwei Wellen, sowie je zwei Boote der Thornycroft-M-Klasse mit dickerem, mittleren Schornstein und der Hawthorn-M-Klasse mit vier Schornsteinen). Drei weitere, als Marksman, Menace und Monitor geplante Boote, die in den Planungen des folgenden Haushalts enthalten waren, wurden nicht bestellt und durch zwei Flottillenführer der Marksman-Klasse aus Mitteln des Haushalt 1913/1914 ersetzt. Auch eine geplante Bestellung bei J. Samuel White unterblieb. Die Werft in Cowes erhielt den Auftrag für einen der neu konstruierten Flottillenführer (Lightfoot), der Auftrag für den anderen erging an Hawthorn, Leslie & Co.

Die Admiralität hoffte auf eine Lieferung der Boote im Frühjahr 1914, was jedoch keiner der Werften möglich war. Yarrow lieferte den Special Miranda als erstes Boot im August 1914 und bis zum Jahresende wurden kamen neun der dreizehn Boote in den Dienst der Navy.

## Die Boote desEmergency-War-Construction-Programme
Die weiteren Boote der Klasse wurden in fünf Losen als Teil des War-Emergency-Programme bestellt. Die Kriegsbauten erhielten nicht die Marschturbinen der Vorkriegsbestellung. Auch hatten diese Boote höhere Schornsteine und das zweite 4-Zoll-Geschütz auf einem erhöhten Stand wie bei den vorangehenden Zerstörern der L-Klasse. Fünf Boote (Partridge, Norman, Maenad, Ophelia und Observer) erhielten im Lauf ihrer Dienstzeit eine Vorrichtung zum Einsatz eines Fesselballons.

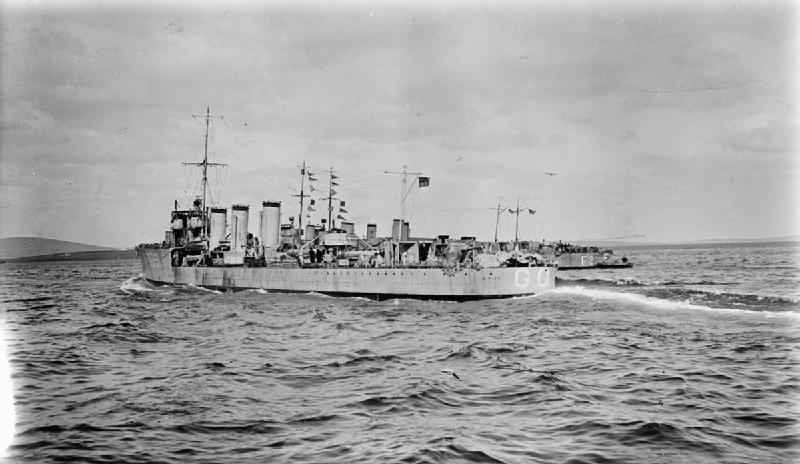
Die nach dem Admiralitätsentwurf bei Thornycroft gebaute Minion

Im September 1914 erfolgte die erste Nachbestellung von 16 Booten nach dem Admiralitätsentwurf und vier weitere Booten der Yarrow-M-Klasse, deren Kosten zum Teil im geplanten Haushalt 1914/1915 für zehn Zerstörer enthalten war. Die Aufträge gingen wieder an John Brown (2), Swan Hunter (4) und als Admiralitätsentwurf an John I. Thornycroft & Company in Southampton-Woolston (4). Als weitere Bauwerften des Typs kamen mit je zwei Booten William Denny and Brothers in Dumbarton, J. Samuel White in Cowes und Fairfield Shipbuilding & Engineering Company in Govan hinzu. Daneben fertigten John Brown und Fairfields die ähnlichen von Griechenland bestellten Schiffe der Medea-Klasse und Hawthorn, Leslie die nach einem Entwurf für den Export gefertigten, größeren Zerstörer der Talisman-Klasse.

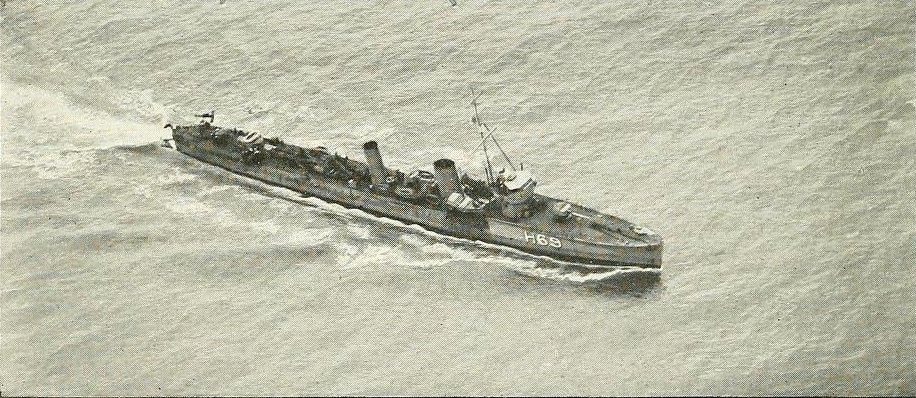
Yarrow-M-Klasse aus der Luft

Anfang November 1914 wurden weitere neun Boote des Admiralitätsentwurfs bei Palmers (2), Thornycroft (2), Fairfield (2), John Brown (1), Swan Hunter (1) und Denny (1) sowie ein weiteres Boot der Yarrow-M-Klasse bestellt. Ende des Monats erfolgte bereits die nächste und größte Bestellung mit 22 Booten. Erneut gingen Aufträge an Palmers (4), Fairfield (2), John Brown (1) und Swan Hunter (1). Neue Auftragnehmer wurden William Doxford & Sons, Sunderland, mit acht, Alexander Stephen & Sons, Linthouse, mit vier und Scotts Shipbuilding & Engineering Co., Greenock, mit zwei Booten.
Im Februar 1915 wurden erneut 16 Boote bestellt, von denen acht der sogenannten Repeat M-subgroup angehörten. Sie erhielten eine modifizierte Bugform mit einem schrägen Bug und verändertem Rumpfverlauf, um die Seeeigenschaften zu verbessern. Auftragnehmer waren Fairfield (4), Palmers (2), John Brown (2), Swan Hunter (2), Denny (2), Scotts (2) und Doxford (2). Zusätzlich wurden noch zwei Boote der abweichenden Thornycroft-M-Klasse bestellt, obwohl diese Werft inzwischen auch sechs Boote nach dem Admiralitätsentwurf begonnen hatte.
Im Mai 1915 erfolgte dann die letzte Auftragsvergabe von erneut 16 Booten der Repeat M-subgroup waren John Brown (2), Denny (2), Fairfield (2), White (2), Stephen (2), Scotts (2) und Beardmore in Dalmuir (2) als neuem Auftragnehmer; diese Werft hatte im ersten Kriegsbauprogramm zwei Nachbauten der L-Klasse gefertigt. Dazu kamen zwei Aufträge an Hawthorn & Leslie in Hebburn, die bislang nur zwei specials und dann die vier Zerstörer der Talisman-Klasse gebaut hatte. Weitere specials wurden mit je zwei Booten bei Thornycroft und Yarrow von deren Sondertypen bestellt.

## Die Typen der M-Klasse

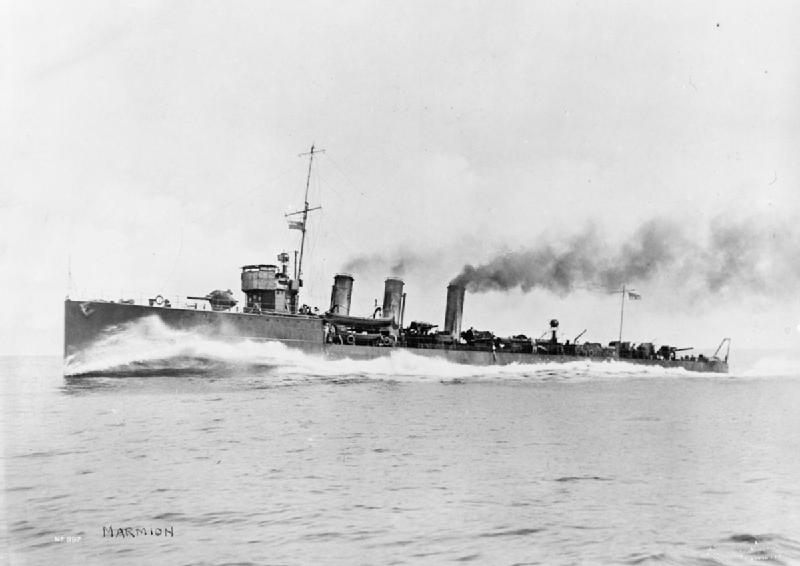
Admiralty-M-Zerstörer Marmion
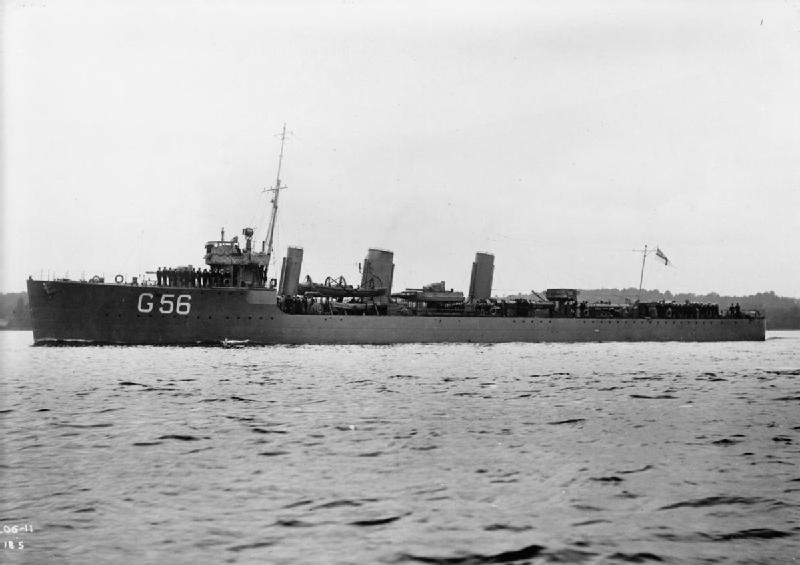
Thornycroft-M-Zerstörer Patrician
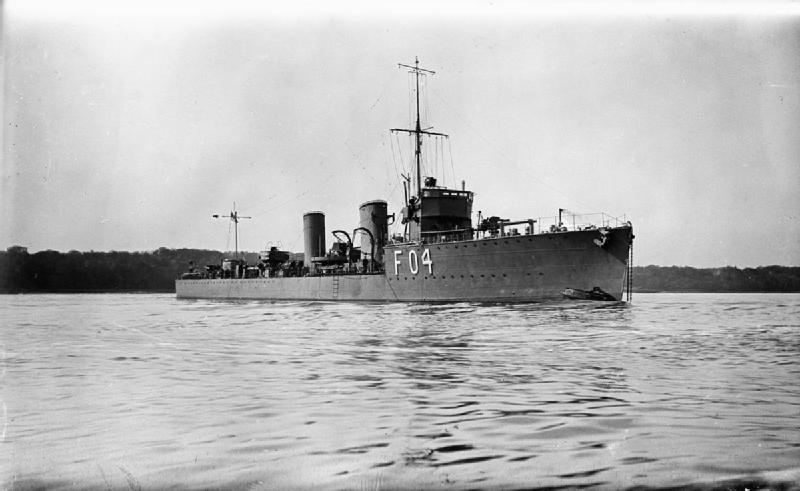
Yarrow-M-Zerstörer Nerissa
Hawthorn-M-Zerstörer Mansfield
~ M ex griech. Melampus

## Die Boote der Admiralty-Klasse
Zehn bei Palmers Shipbuilding & Iron Company in Hebburn upon Tyne gebaute Boote:
| Los | Name           | Kiellegung | Stapellauf | in Dienst  | Bemerkung |
| --- | -------------- | ---------- | ---------- | ---------- | --- |
| VK  | HMS Murray     | 4.12.1913  | 6.08.1914  | 12.1914    | am 9. Mai 1921 zum Abbruch verkauft |
| VK  | HMS Myngs      | 1913       | 24.09.1914 | 02.1915    | am 9. Mai 1921 zum Abbruch verkauft |
| 2.E | HMS Nonsuch    | 1914       | 7.12.1915  | 02.1916    | am 9. Mai 1921 zum Abbruch verkauft |
| 2.E | HMS Negro      | 1914       | 8.03.1915  | 30.06.1916 | sank am 21. Dezember 1916 in der Nordsee nach einer Kollision mit der HMS Hoste, bei der die Wasserbomben der Hoste explodierten und ein Loch in den Rumpf der Negro rissen. |
| 3.E | HMS Norman     | 1915       | 20.03.1916 | 08.1916    | am 9. Mai 1921 zum Abbruch verkauft |
| 3.E | HMS Northesk   | 1915       | 5.07.1916  | 10.1916    | Am 9. Mai 1921 zum Abbruch verkauft |
| 3.E | HMS North Star | 1915       | 9.11.1916  | 1917       | am 23. April 1918 in Zeebrügge versenkt |
| 3.E | HMS Nugent     | 1915       | 23.01.1917 | 04.1917    | am 9. Mai 1921 zum Abbruch verkauft |
| 4.E | HMS Oriole     | 1915       | 31.07.1916 | 30.11.1916 | Repeat M; am 9. Mai 1921 zum Abbruch verkauft |
| 4.E | HMS Osiris     | 1915       | 28.09.1916 | 14.02.1917 | Repeat M; am 9. Mai 1921 zum Abbruch verkauft |

Neun bei Swan Hunter & Wigham Richardson in Wallsend gebaute Boote:
| Los | Name          | Kiellegung | Stapellauf | in Dienst  | Bemerkung |
| --- | ------------- | ---------- | ---------- | ---------- | --- |
| VK  | HMS Matchless | 8.11.1913  | 5.10.1914  | 12.1914    | am 26. Oktober 1921 zum Abbruch verkauft |
| 1.E | HMS Marmion   | 21.10.1914 | 28.05.1915 | 3.09.1915  | am 21. Oktober 1917 vor Lerwick nach Kollision mit HMS Tirade gesunken                                                                                 |
| 1.E | HMS Martial   | 23.10.1914 | 1.07.1915  | 15.10.1915 | am 9. Mai 1921 zum Abbruch verkauft |
| 1.E | HMS Mary Rose | 14.11.1914 | 8.10.1915  | 5.03.1916  | am 17. Oktober 1917 nahe der norwegischen Küste durch die deutschen Kreuzer SMS Brummer und SMS Bremse versenkt                                        |
| 1.E | HMS Menace    | 27.11.1914 | 9.11.1915  | 2.04.1916  | am 9. Mai 1921 zum Abbruch verkauft |
| 2.E | HMS Nessus    | 4.03.1915  | 24.08.1915 | 12.11.1915 | am 8. September 1918 in der Nordsee nach Kollision mit dem alten Kreuzer HMS Amphitrite gesunken                                                       |
| 3.E | HMS Nestor    | 15.05.1915 | 22.12.1915 | 29.04.1916 | am 31. Mai 1916 in der Skagerrakschlacht gesunken |
| 4.E | HMS Partridge | 20.07.1915 | 4.03.1916  | 25.06.1916 | Repeat M; am 12. Dezember 1917 vor der norwegischen Küste durch die deutschen Torpedoboote G 101, G 103, G 104 und V 100 im Artilleriegefecht versenkt |
| 4.E | HMS Pasley    | 21.07.1915 | 15.04.1916 | 31.07.1916 | Repeat M; am 9. Mai 1921 zum Abbruch verkauft |

Elf bei John Brown & Company in Clydebank gebaute Boote:
| Los | Name           | Kiellegung | Stapellauf | in Dienst | Bemerkung                                                                                    |
| --- | -------------- | ---------- | ---------- | --------- | -------------------------------------------------------------------------------------------- |
| VK  | HMS Milne      | 1913       | 5.10.1914  | 12.1914   | am 22. September 1921 zum Abbruch verkauft                                                   |
| VK  | HMS Morris     | 1913       | 19.11.1914 | 12.1914   | am 8. November 1921 zum Abbruch verkauft                                                     |
| VK  | HMS Moorsom    | 1913       | 20.12.1914 | 02.1915   | am 8. November 1921 zum Abbruch verkauft                                                     |
| 1.E | HMS Mons       | 30.09.1914 | 1.05.1915  | 07.1915   | am 8. November 1921 zum Abbruch verkauft                                                     |
| 1.E | HMS Marne      | 30.09.1914 | 29.05.1915 | 08.1915   | am 29. September 1921 zum Abbruch verkauft                                                   |
| 2.E | HMS Mameluke   | 23.12.1914 | 14.08.1915 | 10.1915   | am 22. September 1921 zum Abbruch verkauft                                                   |
| 3.E | HMS Ossory     | 23.12.1914 | 9.10.1915  | 11.1915   | am 8. November 1921 zum Abbruch verkauft                                                     |
| 4.E | HMS Napier     | 24.03.1915 | 27.11.1915 | 01.1916   | am 8. November 1921 zum Abbruch verkauft                                                     |
| 4.E | HMS Narborough | 1915       | 2.03.1916  | 04.1916   | am 12. Januar 1918 zusammen mit der HMS Opal nahe Scapa Flow aufgelaufen, keine Überlebenden |
| 5.E | HMS Penn       | 9.06.1915  | 8.04.1916  | 05.1916   | Repeat M; am 31. Oktober 1921 zum Abbruch verkauft                                           |
| 5.E | HMS Peregrine  | 9.06.1915  | 29.05.1916 | 07.1916   | Repeat M; am 15. November 1921 zum Abbruch verkauft                                          |

Zwölf bei Fairfield Shipbuilding & Engineering Company in Govan gebaute Boote:
| Los | Name          | Kiellegung | Stapellauf | in Dienst  | Bemerkung |
| --- | ------------- | ---------- | ---------- | ---------- | --- |
| 1.E | HMS Mandate   | 1914       | 27.04.1915 | 13.08.1915 | am 22. September 1921 zum Abbruch verkauft                                                                                               |
| 1.E | HMS Manners   | 1914       | 15.06.1915 | 21.09.1915 | am 26. Oktober 1921 zum Abbruch verkauft                                                                                                 |
| 2.E | HMS Mindful   | 1914       | 24.08.1915 | 10.11.1915 | am 22. September 1921 zum Abbruch verkauft                                                                                               |
| 2.E | HMS Mischief  | 1914       | 12.10.1915 | 16.12.1915 | am 8. November 1921 zum Abbruch verkauft                                                                                                 |
| 3.E | HMS Onslaught | 1915       | 4.12.1915  | 3.03.1916  | Nach einigen Quellen soll sie das Linienschiff Pommern in der Skagerrakschlacht versenkt haben. Am 30. Oktober 1921 zum Abbruch verkauft |
| 3.E | HMS Onslow    | 1915       | 15.02.1916 | 15.04.1916 | am 26. Oktober 1921 zum Abbruch verkauft                                                                                                 |
| 4.E | HMS Observer  | 1915       | 1.05.1916  | 15.06.1916 | Repeat M; am 30. Oktober 1921 zum Abbruch verkauft                                                                                       |
| 4.E | HMS Offa      | 1915       | 7.06.1916  | 31.07.1916 | Repeat M; am 30. Oktober 1921 zum Abbruch verkauft                                                                                       |
| 4.E | HMS Orcadia   | 1915       | 26.07.1916 | 29.09.1916 | am 31. Oktober 1921 zum Abbruch verkauft                                                                                                 |
| 4.E | HMS Oriana    | 1915       | 23.09.1916 | 4.11.1916  | am 31. Oktober 1921 zum Abbruch verkauft                                                                                                 |
| 5.E | HMS Pheasant  | 10.1915    | 23.10.1916 | 11.1916    | Nach Minentreffer am 1. März 1917 vor den Orkney Islands gesunken.Repeat M.                                                              |
| 5.E | HMS Phoebe    | 1915       | 20.11.1916 | 28.12.1916 | Repeat M; am 15. November 1921 zum Abbruch verkauft.                                                                                     |

Sechs bei John I. Thornycroft & Company in Woolston gebaute Boote:
| Los | Name         | Kiellegung | Stapellauf | in Dienst | Bemerkung                                  |
| --- | ------------ | ---------- | ---------- | --------- | ------------------------------------------ |
| 1.E | HMS Michael  | 09.1914    | 19.05.1915 | 08.1915   | am 22. September 1921 zum Abbruch verkauft |
| 1.E | HMS Milbrook | 11.1914    | 12.07.1915 | 10.1915   | am 22. September 1921 zum Abbruch verkauft |
| 1.E | HMS Minion   | 11.1914    | 11.09.1915 | 11.1915   | am 8. November 1921 zum Abbruch verkauft   |
| 1.E | HMS Munster  | 11.1914    | 24.11.1915 | 01.1916   | am 15. November 1921 zum Abbruch verkauft  |
| 2.E | HMS Nepean   | 02.1915    | 22.01.1916 | 03.1916   | am 15. November 1921 zum Abbruch verkauft  |
| 2.E | HMS Nereus   | 03.1915    | 24.02.1916 | 05.1916   | am 15. November 1921 zum Abbruch verkauft  |

Sieben bei William Denny & Brothers in Dumbarton gebaute Boote:
| Los | Name        | Kiellegung | Stapellauf | in Dienst  | Bemerkung                                                         |
| --- | ----------- | ---------- | ---------- | ---------- | ----------------------------------------------------------------- |
| 1.E | HMS Mystic  | 27.10.1914 | 20.06.1915 | 11.11.1915 | am 8. November 1921 zum Abbruch verkauft                          |
| 1.E | HMS Maenad  | 10.11.1914 | 10.08.1915 | 12.11.1915 | am 22. September 1921 zum Abbruch verkauft                        |
| 2.E | HMS Marvel  | 11.01.1915 | 7.10.1915  | 28.12.1915 | am 9. Mai 1921 zum Abbruch verkauft                               |
| 4.E | HMS Narwhal | 21.04.1915 | 30.12.1915 | 3.03.1916  | Nach Kollision 1919 schon 1920 im Devonport Dockyard abgebrochen. |
| 4.E | HMS Nicator | 21.04.1915 | 3.03.1916  | 15.04.1916 | am 9. Mai 1921 zum Abbruch verkauft                               |
| 5.E | HMS Petard  | 5.07.1915  | 24.03.1916 | 23.05.1916 | Repeat M; am 9. Mai 1921 zum Abbruch verkauft                     |
| 5.E | HMS Peyton  | 12.07.1915 | 2.05.1916  | 29.06.1916 | Repeat M; am 9. Mai 1921 zum Abbruch verkauft                     |

Vier bei J. Samuel White & Company in Cowes gebaute Boote:
| Los | Name        | Kiellegung | Stapellauf | in Dienst  | Bemerkung                                     |
| --- | ----------- | ---------- | ---------- | ---------- | --------------------------------------------- |
| 1.E | HMS Magic   | 1.01.1915  | 10.09.1915 | 8.01.1916  | am 22. September 1921 zum Abbruch verkauft    |
| 1.E | HMS Moresby | 14.01.1915 | 20.11.1915 | 7.04.1916  | am 9. Mai 1921 zum Abbruch verkauft           |
| 5.E | HMS Medina  | 23.09.1915 | 8.03.1916  | 30.06.1916 | Repeat M; am 9. Mai 1921 zum Abbruch verkauft |
| 5.E | HMS Medway  | 2.11.1915  | 19.04.1916 | 2.08.1916  | Repeat M; am 9. Mai 1921 zum Abbruch verkauft |

Zehn bei William Doxford & Sons in Sunderland gebaute Boote:
| Los | Name          | Kiellegung | Stapellauf | in Dienst | Bemerkung                                                                                            |
| --- | ------------- | ---------- | ---------- | --------- | --- |
| 3.E | HMS Opal      | 1915       | 11.09.1915 | 04.1916   | Am 12. Januar 1918 nahe Scapa Flow mit der HMS Narborough aufgelaufen und zerstört, ein Überlebender |
| 3.E | HMS Ophelia   | 1915       | 13.10.1915 | 05.1916   | am 8. November 1921 zum Abbruch verkauft                                                             |
| 3.E | HMS Opportune | 1915       | 20.11.1915 | 06.1916   | am 7. Dezember 1923 zum Abbruch verkauft                                                             |
| 3.E | HMS Oracle    | 1915       | 23.12.1915 | 08.1916   | am 31. Oktober 1921 zum Abbruch verkauft                                                             |
| 3.E | HMS Orestes   | 1915       | 21.03.1916 | 06.1916   | am 31. Oktober 1921 zum Abbruch verkauft                                                             |
| 3.E | HMS Orford    | 1915       | 19.04.1916 | 12.1916   | am 1. November 1921 zum Abbruch verkauft                                                             |
| 3.E | HMS Orpheus   | 1915       | 19.06.1916 | 09.1916   | am 31. Oktober 1921 zum Abbruch verkauft                                                             |
| 3.E | HMS Octavia   | 1915       | 21.06.1916 | 11.1916   | am 5. November 1921 zum Abbruch verkauft                                                             |
| 4.E | HMS Norseman  | 1915       | 15.08.1916 | 11.1916   | Repeat M; am 9. Mai 1921 zum Abbruch verkauft                                                        |
| 4.E | HMS Oberon    | 1915       | 29.09.1916 | 12.1916   | Repeat M; am 9. Mai 1921 zum Abbruch verkauft                                                        |

Sechs bei Alexander Stephen & Sons in Linthouse gebaute Boote:
| Los | Name          | Kiellegung | Stapellauf | in Dienst  | Bemerkung                                                        |
| --- | ------------- | ---------- | ---------- | ---------- | ---------------------------------------------------------------- |
| 3.E | HMS Noble     | 6.02.1915  | 25.11.1915 | 15.02.1916 | am 8. November 1921 zum Abbruch verkauft                         |
| 3.E | HMS Nomad     | 1915       | 7.02.1916  | 03.1916    | in der Skagerrakschlacht am 31. Mai 1916 versenkt.               |
| 3.E | HMS Nizam     | 11.02.1915 | 6.04.1916  |            | von Beardmore bis zum 29. Juni 1916 fertiggestellt.              |
| 3.E | HMS Nonpareil | 24.02.1915 | 16.05.1916 | 28.06.1916 | am 9. Mai 1921 zum Abbruch verkauft.                             |
| 5.E | HMS Prince    | 27.07.1915 | 26.07.1916 | 21.09.1916 | Repeat M; am 9. Mai 1921 zum Abbruch verkauft.                   |
| 5.E | HMS Pylades   | 27.07.1915 | 28.09.1916 |            | Repeat M; von Beardmore bis zum 30. Dezember 1916 fertiggestellt |

Sechs bei Scotts Shipbuilding and Engineering Company Limited in Greenock gebaute Boote:
| Los | Name         | Kiellegung | Stapellauf | in Dienst | Bemerkung                                     |
| --- | ------------ | ---------- | ---------- | --------- | --------------------------------------------- |
| 3.E | HMS Obedient | 1915       | 6.11.1915  | 02.1916   | am 25. November 1921 zum Abbruch verkauft     |
| 3.E | HMS Obdurate | 1915       | 21.11.1915 | 03.1916   | am 15. November 1921 zum Abbruch verkauft     |
| 4.E | HMS Paladin  | 1915       | 27.03.1916 | 05.1916   | am 9. Mai 1921 zum Abbruch verkauft           |
| 4.E | HMS Parthian | 1915       | 3.07.1916  | 09.1916   | am 8. November 1921 zum Abbruch verkauft      |
| 5.E | HMS Plucky   | 1915       | 21.04.1916 | 07.1916   | Repeat M; am 9. Mai 1921 zum Abbruch verkauft |
| 5.E | HMS Portia   | 1915       | 10.08.1916 | 10.1916   | Repeat M; am 9. Mai 1921 zum Abbruch verkauft |

Zwei bei William Beardmore & Company in Dalmuir gebaute Boote, wo auch zwei bei Stephen gebaute Boote fertiggestellt wurden:
| Los | Name        | Kiellegung  | Stapellauf | in Dienst  | Bemerkung                                      |
| --- | ----------- | ----------- | ---------- | ---------- | ---------------------------------------------- |
| 5.E | HMS Pelican | 25.06.1915  | 18.03.1916 | 1.05.1916  | Repeat M; am 9. Mai 1921 zum Abbruch verkauft. |
| 5.E | HMS Pellew  | 28.06.1915  | 8.05.1916  | 30.06.1916 | Repeat M; am 9. Mai 1921 zum Abbruch verkauft. |
|     | HMS Nizam   | bei Stephen | 6.04.1916  | 29.06.1916 | am 9. Mai 1921 zum Abbruch verkauft.           |
|     | HMS Pylades | bei Stephen | 28.09.1916 | 30.12.1916 | Repeat M; am 9. Mai 1921 zum Abbruch verkauft. |

Zwei bei Hawthorn, Leslie & Company in Hebburn upon Tyne gebaute Boote:
| Los | Name       | Kiellegung | Stapellauf | in Dienst  | Bemerkung                                      |
| --- | ---------- | ---------- | ---------- | ---------- | ---------------------------------------------- |
| 5.E | HMS Pigeon | 14.07.1915 | 3.03.1916  | 2.06.1916  | Repeat M; am 9. Mai 1921 zum Abbruch verkauft. |
| 5.E | HMS Plover | 30.07.1915 | 3.03.1916  | 30.06.1916 | Repeat M; am 9. Mai 1921 zum Abbruch verkauft. |

## Einsatz der Boote
Der erste Kampfeinsatz der Boote der M-Klasse erfolgte innerhalb der Harwich Force beim Gefecht auf der Doggerbank, mit den Thornycroft „specials“ Meteor und Mastiff, den Yarrow „specials“ Miranda und Minos, dem Hawthorn „special“ Mentor sowie den von John Brown gelieferten Milne und Morris vom Admiralty-Typ. Der die M-Boote führende Zerstörer Meteor wurde bei dem Versuch, den schwer beschädigten und zurückgefallenen Panzerkreuzer Blücher zu torpedieren, von einem 21-cm-Geschoss gegen 12:20 Uhr im vorderen Kesselraum getroffen. Vier Mann der Meteor starben und der Zerstörer war bewegungsunfähig. Die HMS Liberty der 3. Zerstörerflottille schleppte die Meteor in den Humber ein.
In der Skagerrakschlacht kamen 40 Zerstörer der M-Klasse zum Einsatz insbesondere bei der 11th, 12th und 13th Destroyer Flotilla. Mit Nestor und Nomad gingen auch die ersten Schiffe der Klasse verloren, deren Besatzungen fast vollzählig von den Deutschen aufgenommen wurden.
Bis zum Kriegsende gingen noch neun Schiffe des Admiralty-M-Klasse verloren. In der Nachkriegszeit wurden die Schiffe kaum noch genutzt, da modernere und größere Schiffe mit den Zerstörern der V- und W-Klasse zur Verfügung standen und selbst die Schiffe mit geringerer Beanspruchung im Krieg der R- und der S-Klasse kaum noch Verwendung fanden und wurden 1921 zum Abbruch verkauft.